# Rhinotia haemoptera
Rhinotia haemoptera is een keversoort uit de familie Belidae. De wetenschappelijke naam van de soort is voor het eerst geldig gepubliceerd in 1819 door Kirby.